# Mahnkopf (Karwendel)
Le Mahnkopf est une montagne qui s’élève à 2 094 m d’altitude dans les Karwendel, en Autriche.